# Schwerspatbergwerk Dreislar
Das Schwerspatbergwerk in Dreislar, einem Ortsteil von Medebach im Hochsauerlandkreis geht bis ins frühe 20. Jahrhundert zurück und hat als letztes seiner Art in Nordrhein-Westfalen bis 2007 Schwerspat gefördert. Heute besteht im Ort ein Schwerspatmuseum.

## Geschichte

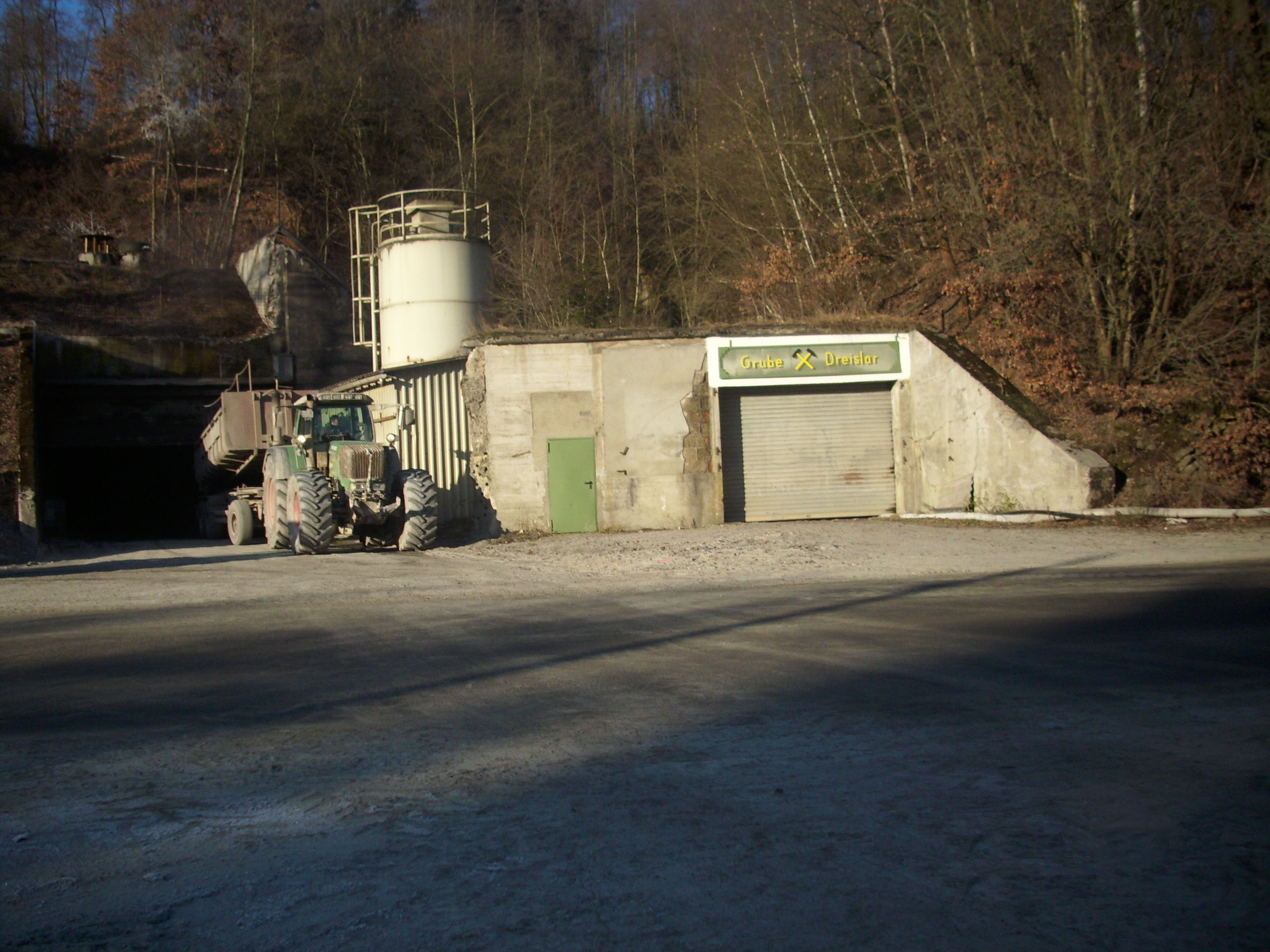
Einfahrt zum Bergwerk

Erste urkundliche Erwähnung von bergbaulichen Tätigkeiten in Dreislar stammen aus dem Jahr 1777. Johann Adam Florenz Pape aus Meschede begann mit der Suche nach Eisenstein. Die Rechte gingen später auf das Kloster Grafschaft über. Im Jahr 1847 erwarb Rudolf Graf von Spee, der Besitzer des ehemaligen Klostergutes Glindfeld, die Rechte. Seine Versuche, den Kupfer- und Eisenerzbergbau neu zu beleben, blieben erfolglos. Im Jahr 1870 gingen die Rechte auf den Grafen zu Stolberg über, ohne dass es zu einem Aufschwung des Bergbaus gekommen wäre. Im Jahr 1909 wurden die Bergbaurechte von der Deutsche Baryt-Industrie Dr. Rudolf Alberti erworben. Diese Firma suchte nicht mehr nach Eisenerz, sondern wollte Baryt (Schwerspat) fördern. Dieses Mineral wurde von der chemischen Industrie benötigt. Der Erste Weltkrieg unterbrach die Förderung. Diese wurde erst 1920 wiederaufgenommen. Zum Transport des gewonnenen Materials und Abraums wurde der Bau einer Schmalspurbahn nach Liesen begonnen. Die Trasse nebst einem kleinen Tunnel war bereits fertig; mit der Einstellung der Arbeiten 1923 wurde die Bahn dann aber niemals fertiggestellt. Durch die Firma Alberti wurde Dreislar auch elektrifiziert. Durch die Auswirkungen der Inflation kam der Betrieb 1923 erneut zum Erliegen.
Alberti verkaufte die Bergbaurechte und die Betriebsanlagen 1925 an die IG Farben AG und an das Unternehmen Sachtleben. Der Bergbaubetrieb wurde zunächst nicht wiederaufgenommen.
Erst die gestiegene Nachfrage nach Schwerspat nach dem Zweiten Weltkrieg machte den Abbau wieder rentabel. Seit 1957 wurde das Mineral in einem größeren Maßstab von Sachtleben abgebaut. In den folgenden Jahrzehnten wurde das Bergwerk zu dem modernsten seiner Art in Europa. Immerhin wurden zuletzt 27.000 Tonnen verkaufsfähige Schwerspatprodukte pro Jahr gefördert. Die Lagerstätte bestand aus zwei Haupt- und einigen Nebengängen. Die Gangmächtigkeit lag bei 2–10 m. Im Jahr 2007 wurde die Förderung eingestellt, nachdem die Lagerstätte erschöpft war.
Die Einfahrt zum Bergwerk wurde verschüttet um Vandalismus zu verhindern.

## Museum

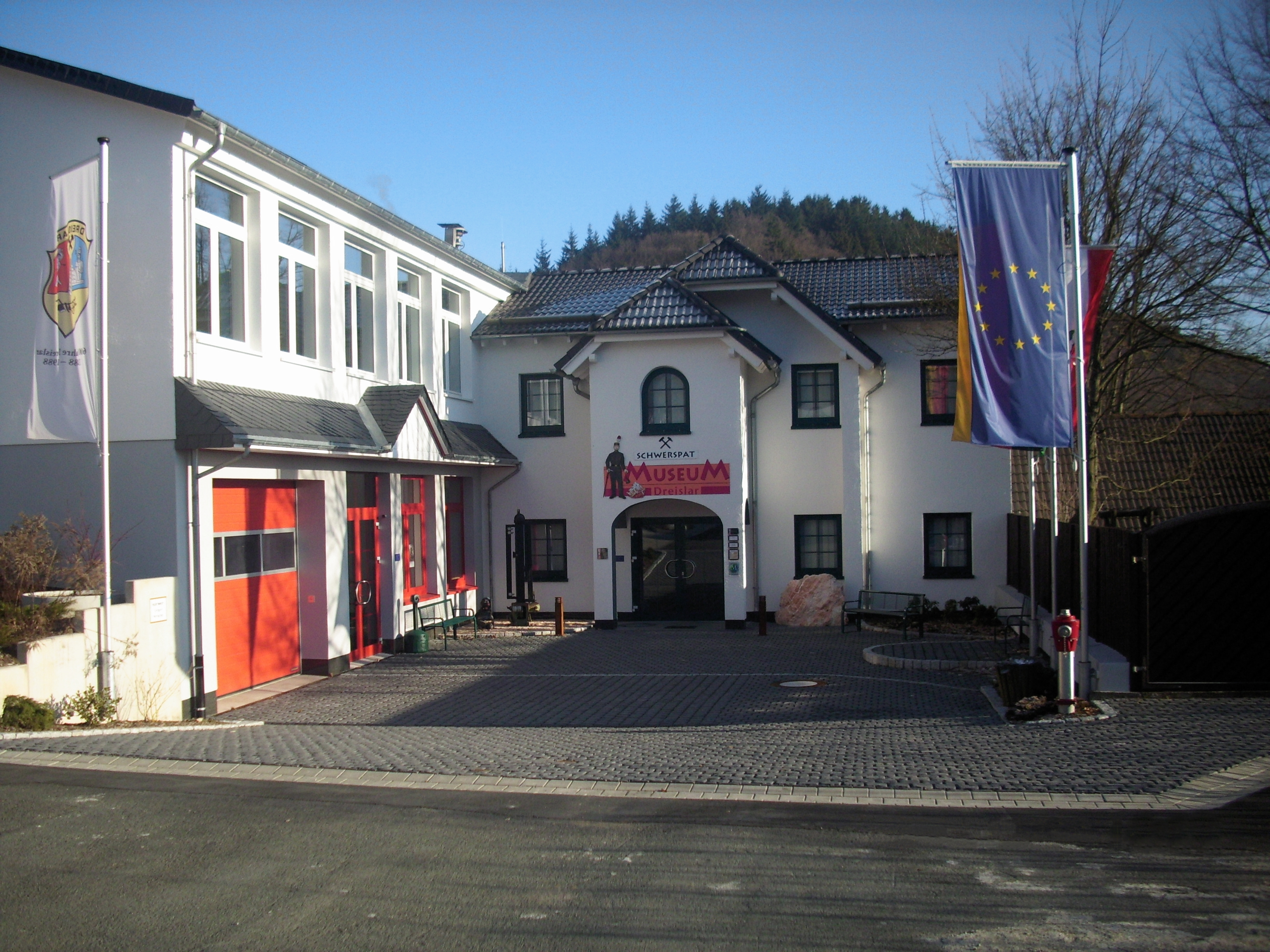
Schwerspatmuseum

Bereits seit dem Jahr 2001 gab es Überlegungen zur Einrichtung eines Schwerspatmuseums in der ehemaligen Schule des Ortes. Gefördert wurde das Konzept unter anderem mit Fördermitteln der EU. Im August 2008 wurde das Museum offiziell eröffnet. Neben der Arbeit unter Tage zeigt es eine Mineraliensammlung.